# Gunnar Halle
Gunnar Halle (ur. 11 sierpnia 1965 w Larviku) – piłkarz norweski grający na pozycji lewego obrońcy.

## Kariera klubowa
Piłkarską karierę Halle rozpoczął w rodzinnym Larviku, w tamtejszym klubie Larvik Turn. W 1985 roku został piłkarzem pierwszoligowego Lillestrøm SK i od czasu transferu do tego klubu stał się podstawowym zawodnikiem. Wtedy też został wicemistrzem Norwegii oraz zdobył Puchar Norwegii, a rok później po raz pierwszy w karierze sięgnął po tytuł mistrza kraju. Miał także współudział w kolejnych sukcesach zespołu Lillestrøm – wicemistrzostwa Norwegii w 1988 oraz mistrzostwa w 1989 roku.
Wiosną 1991 roku Halle wyjechał do Anglii i przeszedł za 250 tysięcy funtów do klubu Oldham Athletic, z którym na koniec sezonu wywalczył awans z Division Two do Division One. W pierwszej lidze Anglii, przemianowanej w 1992 roku na Premier League Halle grał z Oldham przez trzy sezony, a w sezonie 1993/1994 zespół spadł do Division One. W 1994 roku na krótko został wypożyczony do Lillestrøm i w trakcie sezonu wrócił do Oldham. W „The Latics” grał do końca 1996 roku rozgrywając dla tego klubu 188 ligowych spotkań i zdobywając 17 goli.
13 grudnia 1996 roku Halle podpisał kontrakt z grającym w Premiership Leeds United. Kosztował wówczas 400 tysięcy funtów. W nowym zespole zadebiutował 14 grudnia w zremisowanym 0:0 domowym spotkaniu z Tottenhamem Hotspur. Przez pierwsze dwa sezony był podstawowym zawodnikiem „Pawi” i w 1998 roku zajął 5. miejsce w lidze, gwarantujące start w Pucharze UEFA. W sezonie 1998/1999 był rezerwowym w Leeds i zajął 4. lokatę w Premiership. W barwach Leeds wystąpił łącznie 85 razy i strzelił 4 bramki.
11 czerwca 1999 roku Halle znów zmienił barwy klubowe i tym razem trafił do beniaminka Premiership, zespołu Bradford City. Nowy klub zapłacił za niego 200 tysięcy funtów, a Gunnar swój pierwszy mecz rozegrał 7 sierpnia w meczu z Middlesbrough F.C., wygranym przez jego drużynę 1:0. W sezonie 1999/2000 utrzymał się z Bradford w lidze, ale w kolejnym ta sztuka nie udała się i sezon 2001/2002 Halle spędził w Division One. Pod koniec trafił na wypożyczenie do Wolverhampton Wanderers, ale zaliczył tam tylko 5 spotkań. W 2002 roku wrócił do Lillestrøm SK, a w 2003 zakończył piłkarską karierę.
| Sezon     | Klub                    | Kraj     | Rozgrywki      | Mecze | Bramki |
| --------- | ----------------------- | -------- | -------------- | ----- | ------ |
| 1983      | Larvik Turn             | Norwegia | 3. divisjon    | ?     | ?      |
| 1984      | Larvik Turn             | Norwegia | 3. divisjon    | ?     | ?      |
| 1985      | Lillestrøm SK           | Norwegia | Tippeligaen    | 21    | 2      |
| 1986      | Lillestrøm SK           | Norwegia | Tippeligaen    | 20    | 0      |
| 1987      | Lillestrøm SK           | Norwegia | Tippeligaen    | 22    | 2      |
| 1988      | Lillestrøm SK           | Norwegia | Tippeligaen    | 22    | 0      |
| 1989      | Lillestrøm SK           | Norwegia | Tippeligaen    | 22    | 4      |
| 1990      | Lillestrøm SK           | Norwegia | Tippeligaen    | 21    | 4      |
| 1990/1991 | Oldham Athletic         | Anglia   | Division Two   | 17    | 0      |
| 1991/1992 | Oldham Athletic         | Anglia   | Division One   | 10    | 0      |
| 1992/1993 | Oldham Athletic         | Anglia   | Premier League | 41    | 5      |
| 1993/1994 | Oldham Athletic         | Anglia   | Premier League | 23    | 1      |
| 1994      | Lillestrøm SK           | Norwegia | Tippeligaen    | 3     | 1      |
| 1994/1995 | Oldham Athletic         | Anglia   | Division One   | 40    | 5      |
| 1995/1996 | Oldham Athletic         | Anglia   | Division One   | 37    | 3      |
| 1996/1997 | Oldham Athletic         | Anglia   | Division One   | 20    | 3      |
| 1996/1997 | Leeds United            | Anglia   | Premier League | 20    | 0      |
| 1997/1998 | Leeds United            | Anglia   | Premier League | 33    | 2      |
| 1998/1999 | Leeds United            | Anglia   | Premier League | 17    | 2      |
| 1999/2000 | Bradford City           | Anglia   | Premier League | 38    | 0      |
| 2000/2001 | Bradford City           | Anglia   | Premier League | 13    | 0      |
| 2001/2002 | Bradford City           | Anglia   | Division One   | 32    | 1      |
| 2001/2002 | Wolverhampton Wanderers | Anglia   | Division One   | 5     | 0      |
| 2002      | Lillestrøm SK           | Norwegia | Tippeligaen    | 12    | 1      |
| 2003      | Lillestrøm SK           | Norwegia | Tippeligaen    | 20    | 0      |

## Kariera reprezentacyjna
W reprezentacji Norwegii Halle zadebiutował 1 czerwca 1988 roku w zremisowanym 0:0 towarzyskim meczu z Irlandią Północną. Pierwszego gola w kadrze zdobył w 1989 roku w sparingu z Austrią (4:1). W 1994 roku został powołany przez selekcjonera Egila Olsena na Mistrzostwa Świata w USA, na których wystąpił we dwóch grupowych spotkaniach: wygranym 1:0 z Meksykiem i zremisowanym 0:0 z Irlandią. Wcześniej w eliminacjach do tego turnieju ustrzelił hat-tricka w spotkaniu z San Marino, wygranym 10:0.
Natomiast w 1998 roku Gunnar wystąpił w jednym spotkaniu Mistrzostw Świata we Francji, zremisowanym 1:1 ze Szkocją. Ostatni mecz w kadrze rozegrał w 1999 roku przeciwko Litwie (1:0). Łącznie w drużynie narodowej wystąpił 64 razy i strzelił 4 gole.

## Kariera trenerska
W 2004 roku Halle został trenerem klubu Aurskog/Finstadbru. W 2005 roku został asystentem trenera Lillestrøm SK, ale 13 czerwca 2006 został zwolniony wraz z pierwszym trenerem, Uwe Röslerem. W 2007 roku wraz z Niemcem zostali zatrudnieni w Vikingu Stavanger. W latach 2009–2010 prowadził samodzielnie Lyn Fotball.